# Collinsville (Oklahoma)
Collinsville è un comune degli Stati Uniti d'America, situato in Oklahoma, nella contea di Tulsa e in parte nella contea di Rogers.